# General Bababu
General Bababu é um personagem das histórias do Fantasma de Lee Falk. Inimigo do Fantasma, o General Bababu dá um golpe de estado para derrubar o presidente de Bangalla, Lamanda Luaga, mas seu plano foi frustrado pelo herói. Em um futuro próximo, o vilão finalmente consegue matar o herói, mas este foi substituído por seu filho, o 22º Fantasma, seguindo a tradição de família.